# Ehrharta calycina
Espèce
Ehrharta calycina est une espèce de Poacées originaire d'Afrique du Sud. Elle a cependant été introduite un peu partout et est souvent considéré comme une adventice. Elle pose notamment des problèmes en Californie, où elle envafit les chaparrals dans le sud et le centre de l’État. Elle a été introduite en Californie pour le pâturage, car elle était considérée comme résistante à la sècheresse,. Elle pose également des problèmes en Australie. Cette plante développe parfois des rhizomes, et fait 30 à 70 cm de haut en général, bien qu'elle puisse parfois être beaucoup plus haute.
En Europe, cette espèce est inscrite depuis 2019 dans la liste des espèces exotiques envahissantes préoccupantes pour l’Union européenne. Cela signifie qu'elle ne peut pas être importée, cultivée, commercialisée, plantée, ou libérée intentionnellement dans la nature, et ce nulle part dans l’Union européenne.